# 나카야마 쇼지
나카야마 쇼지(中山昭二, 1928년 2월 26일 ~ 1998년 12월 1일)는 일본의 배우였다.